# Керальт Кастельєт
Керальт Кастельєт (17 червня 1989 , Сабадель, Каталонія ) — іспанська сноубордистка, що спеціалізується в хафпайпі, срібна призерка Олімпійських ігор 2022 року. 

## Олімпійські ігри
| Рік  | Місто                     | Хафпайп |
| ---- | ------------------------- | ------- |
| 2006 | Турин, Італія             | 26      |
| 2010 | Ванкувер, Канада          | 12      |
| 2014 | Сочі, Росія               | 11      |
| 2018 | Пхьончхан, Південна Корея | 7       |
| 2022 | Пекін, Китай              | 2       |